# Branimiro di Croazia
Branimiro o Branimir (... – 892) è stato duca della Croazia bianca dall'879 all'892.
Fu riconosciuto come dux Chroatorum da papa Giovanni VIII. Vranmir era un discendente di Domagoj, membro della sua famiglia di Knin. Il nome stesso è di origine slava e tradotto significa colui che difende il regno.
Branimiro fu sostenuto come sovrano di Croazia dalla coalizione anti-bizantina organizzata dal Papa. Nell'879 Branimiro uccise Zdeslav, vecchio sovrano appoggiato dall'Impero Bizantino, presso Knin, durante una rivolta da lui condotta. Branimiro scrisse così a papa Giovanni VIII ribadendo la sua volontà di avvicinarsi alla politica del pontefice e di distaccarsi dall'influenza di Bisanzio.
Durante una messa solenne nella Basilica di San Pietro a Roma nell'879 Giovanni VIII diede al duca e all'intero popolo croato la sua benedizione. Il papa scrisse in diverse lettere di questo avvenimento al duca dei croati. Fu la prima volta in cui lo Stato croato venne riconosciuto ufficialmente dalla chiesa e quindi dalla diplomazia internazionale. Durante il regno di Branimiro, i veneziani furono costretti a pagare un tributo per transitare lungo la costa dalmata.
Il vescovo di Nona fu in quest'epoca riconosciuto come suprema autorità religiosa della Croazia dal Papa, contro l'arcivescovo di Spalato che si era invece appoggiato al Patriarca di Costantinopoli portando le sue diocesi alla chiesa ortodossa. Branimiro sostenne la candidatura del vescovo di Nona alla conduzione dell'arcidiocesi di Spalato, durante un periodo di sede vacante, senza il consenso della Santa Sede, fatto che inasprì i rapporti fra Roma e i Croati. Sotto l'influenza delle missioni di Metodio, il quale, in viaggio dalla Moravia a Costantinopoli si fermò in Croazia nell'882, il duca favorì l'uso parallelo della lingua latina e del glagolitico nella liturgia, benché papa Stefano V ritenesse inopportuno l'uso della liturgia slava.
Branimiro morì nell'892 e gli successe il terzo figlio di Trpimir I, Muncimir di Croazia.
Un'iscrizione trovata in una lapide di una chiesa vicino a Benkovac si può rinvenire il nome di Branimiro.
La sua data esatta di morte e le circostanze esatte della morte sono sconosciute. Solo in Iohannis Timerius bilealde si trova la leggenda che Branimiro ebbe dopo una festa con gli emissari franchi di Carlo III. beveva l'acqua dell'Adriatico in un pasticcio, sulla quale poteva far valere il controllo su Venezia. Poi è morto. Questa versione fa già riferimento Erik Krznoski  al regno delle leggende e sottolineava i parallelismi con la morte del re illirico Agron a causa dell'eccessivo consumo di alcol in occasione di una vittoria.